# Giovanni Ricci (matematico)
Giovanni Ricci (Firenze, 17 agosto 1904 – Milano, 9 settembre 1973) è stato un matematico italiano.

## Biografia
Diplomatosi nel 1921 all'Istituto Tecnico "Galileo Galilei" di Firenze (sezione fisico-matematica), dove ebbe come insegnante di matematica Giovanni Sansone, sotto suo consiglio si iscrive alla Facoltà di Scienze dell'Università di Pisa dove si laurea in matematica nel gennaio del 1926, quale allievo pure della Scuola Normale Superiore, con una tesi in geometria differenziale sotto la guida di Luigi Bianchi. Trascorre quindi due anni di assistentato all'Istituto di Matematica dell'Università di Roma La Sapienza, alla cattedra di analisi superiore retta da Giuseppe Bagnera. 
Dopo aver assolto agli obblighi del servizio militare, nel 1927 vince vari concorsi per l'insegnamento nelle scuole pubbliche, e gli viene assegnata la sede di Padova. Nel 1928, è nominato professore interno alla Scuola Normale Superiore di Pisa, incarico che mantiene fino al 1936 quando, vinto un concorso a cattedre, gli viene assegnata quella di analisi matematica dell'Università Statale di Milano, dove completerà la sua carriera accademica.
Per molti anni, tenne anche vari corsi e seminari di matematica in altre sedi accademiche ed istituzionali, quali la "Bocconi" di Milano, l'Università degli Studi di Parma, l'Università degli Studi di Firenze, la Scuola di Studi Superiori Enrico Mattei dell'Eni a San Donato Milanese.
I suoi lavori scientifici hanno riguardato dapprima la geometria differenziale, quindi la teoria delle funzioni e molti altri argomenti dell'analisi matematica, fino alla teoria dei numeri dove conseguì notevoli risultati. Importanti anche i suoi studi sulla storia della matematica italiana dal Risorgimento in poi, assieme alla sua attività divulgativa svolta a vari livelli.
Membro dell'Accademia Nazionale dei Lincei e di altre istituzioni scientifiche e culturali, con inoltre vari altri incarichi organizzativi ed istituzionali (fra cui, la presidenza dell'UMI nel biennio 1964-66), fu maestro di molti matematici italiani (fra i quali Marco Cugiani, Giovanni Prodi, Delfina Roux, Fulvia Skof, Guido Zappa), nonché il supervisore della tesi di laurea di Enrico Bombieri.
Era il fratello dell'attore e regista teatrale Renzo Ricci.

## Opere principali
- Giuseppe Bagnera, Lezioni sopra la teoria delle funzioni analitiche, lezioni raccolte e completate da Giovanni Ricci, Tipo-litografia e stampe Sampaolesi, Roma, 1927.
- La scuola matematica pisana dal 1848 al 1948, Pubblicazioni della Società Italiana per il Progresso delle Scienze (SIPS), Milano, 1951.
- Nozioni di calcolo superiore, Pubblicazioni della Scuola di Studi Superiori dell'ENI, Milano, 1958-61.
- Momenti decisivi del pensiero matematico negli ultimi due secoli, Istituto matematico, Università di Milano, Milano, 1961.
- Introduzione alla matematica generale, La Goliardica, Milano, 1961.
- Analisi matematica. Appunti per uso degli studenti, 2 voll., Libreria Editrice, Milano, 1959-61.
- Esercizi di analisi matematica (con L. De Michele e G.L. Forti), Editrice Viscontea, Milano, 1973.